# Cas Eivissa Centre
El Cas Eivissa Centre o Cas Eivissa és un presumpte cas de corrupció comès a l'Ajuntament d'Eivissa i denunciat per l'exregidor socialista Roque López Morcillo, que posà com a prova més de 12 h d'enregistraments.

## Relació dels fets
El cas sortí a la llum pública el 26 d'abril de 2007 i consistí presumptament en l'adjudicació per part de l'Ajuntament socialista de Vila de les obres de rehabilitació del nucli antic d'Eivissa, amb un pla que s'anomenà Eivissa Centre a la Promotora Brues per més de 120 milions d'euros. Segons el denunciant, el PSOE d'Eivissa havia de rebre a canvi 1,5 milions d'euros.
El jutge instructor del cas Eivissa Centre, José Espinosa, emeté un acte judicial en el qual imputà el president del Consell d'Evissa, diputat del PSIB i exbatle d'Eivissa, Xico Tarrés, un nou delicte de falsedat documental.
El president del Consell d'Eivissa i diputat autonòmic imputat en el cas Eivissa Centre per un suposat cobrament de comissions il·legals, Xico Tarrés (PSIB), contestà totes les preguntes del jutge de la causa, la Fiscalia i l'acusació durant una maratoniana declaració judicial d'unes cinc hores. El conseller pitiús, negà tots els delictes i respongué totes les preguntes, però assegurà que no recordava certes qüestions clau o que havia confiat del tot en els seus subordinats, delegant així part de les seves responsabilitats.
El gerent de l'empresa pública Imvisa, Emilio Pérez Echagüe, va negar que hagués pactat prèviament amb Brues. Per la seva part l'alcaldessa d'Eivissa, Lourdes Costa, que va declarar com a testimoni, va manifestar que el jutge va desestimar la majoria de les preguntes efectuades per Tuells sobre l'escriptura d'obra de l'edifici Juan XXIII.
El jutge del Jutjat d'Instrucció número 2 d'Eivissa, José Espinosa, va aixecar la imputació per falsedat documental contra el president del Consell Insular d'Eivissa, Xicu Tarrés (PSOE), una setmana després que aquest declaras.
L'exsecretari general del PSIB pitiús Roque López anuncià que havia interposat una querella per "suborn i prevaricació" contra el jutge instructor del cas Eivissa Centre, José Espinosa, i contra Ascensión Joaniquet, representant legal del president del Consell d'Eivissa i principal imputat en el cas, Xico Tarrés. Roque López es negà a declarar com a imputat per un presumpte delicte de fals testimoni davant el jutge José Espinosa, assegurant que havia pres aquesta decisió, en conèixer els presumptes delictes que denuncia.

## Persones implicades
- Roque López (exsecretari general del PSIB pitiús)
- Xicu Tarrés (PSOE) (President del Consell Insular d'Eivissa i exalcalde d'Eivissa)